# Triaspis krivolutskayae
Triaspis krivolutskayae är en stekelart som beskrevs av Sergey A. Belokobylskij 1994. Triaspis krivolutskayae ingår i släktet Triaspis och familjen bracksteklar. Inga underarter finns listade i Catalogue of Life.